# How I Got Over
"How I Got Over" é um hino gospel composto e publicado em 1951 por Clara Ward (1924–1973). O lançamento original de Ward vendeu 1 milhão de cópias e é uma das canções gospel mais vendidas de todos os tempos. Outras gravações notáveis deste trabalho foram feitas por Mahalia Jackson (1951, vencedora do Grammy de Melhor Performance Soul Gospel em 1976) e pelos Blind Boys of Alabama (2008 em seu álbum Down in Nova Orleans). Foi apresentada por Mahalia Jackson na histórica Marcha em Washington por Empregos e Liberdade em 1963, diante de 250.000 pessoas.
Aretha Franklin gravou uma versão alternativa acelerada da música em seu álbum de 1972, Amazing Grace, e esse mesmo arranjo foi apresentado duas vezes no filme de Sidney Poitier de 1974, Uptown Saturday Night, pelo coro da igreja do filme com um cantor alternativo (nenhum crédito foi dado) e foi produzido por Tom Scott, que também produziu a trilha sonora do filme.
Em 2018, a versão original de Ward foi selecionada para preservação no Registro Nacional de Gravações pela Biblioteca do Congresso como sendo "culturalmente, histórica ou artisticamente significativa".

## Inspiração
De acordo com sua irmã, Willa Ward, a inspiração para essa música foi uma experiência que Clara Ward, Willa, sua mãe Gertrude e membros de seu grupo de canto tiveram enquanto viajavam pelos estados do sul racialmente segregados em 1951. A caminho de Atlanta, Geórgia, eles foram sitiados por um grupo de homens brancos. Os homens ficaram furiosos porque as mulheres negras viajavam num veículo de luxo, um Cadillac, e cercaram o seu carro e aterrorizaram-nas com insultos racistas. As mulheres foram resgatadas quando, num acesso de inspiração, Gertrude Ward fingiu uma possessão demoníaca, lançando maldições e encantamentos aos homens, que fugiram.

## Versão da Mahalia Jackson
No dia 17 de julho de 1951, Mahalia Jackson gravou "How I Got Over" quando estava em contrato com a Apollo Records. Mahalia foi convidada por Martin Luther King Jr. na Marcha sobre Washington em 1963 para mais de 250 mil pessoas. Em 1968, Mahalia regravou "How I Got Over" para o álbum "Mahalia Jackson Sings The Best-Loved Hymns Of Dr. Martin Luther King, Jr." produzido por Irving Townsend, em homenagem a Martin Luther King Jr. que havia sido assassinado naquele ano. Em 1976, Tony Heilbut e Jules Victor Schwerin produtores da Columbia Records lançou o álbum póstumo "How I Got Over".